# قرع كفي
القرع النخيلي (الاسم العلمي: Cucurbita palmata) هو نوع من النباتات المزهرة الخضراء من جنس القرع فصيلة القرعية المعروفة بالأسماء الشائعة بطيخ الذئب وقرع الذئب.

## التاريخ
تم التعرف عليه لأول مرة بواسطة سيرينو واطسون في عام 1876.

## الانتشار
يجود في التربة الرخوة وجيدة التصريف، موطنه الأصلي شمال شرق باجا كاليفورنيا وجنوب شرق كاليفورنيا وجنوب غرب أريزونا.

## الوصف

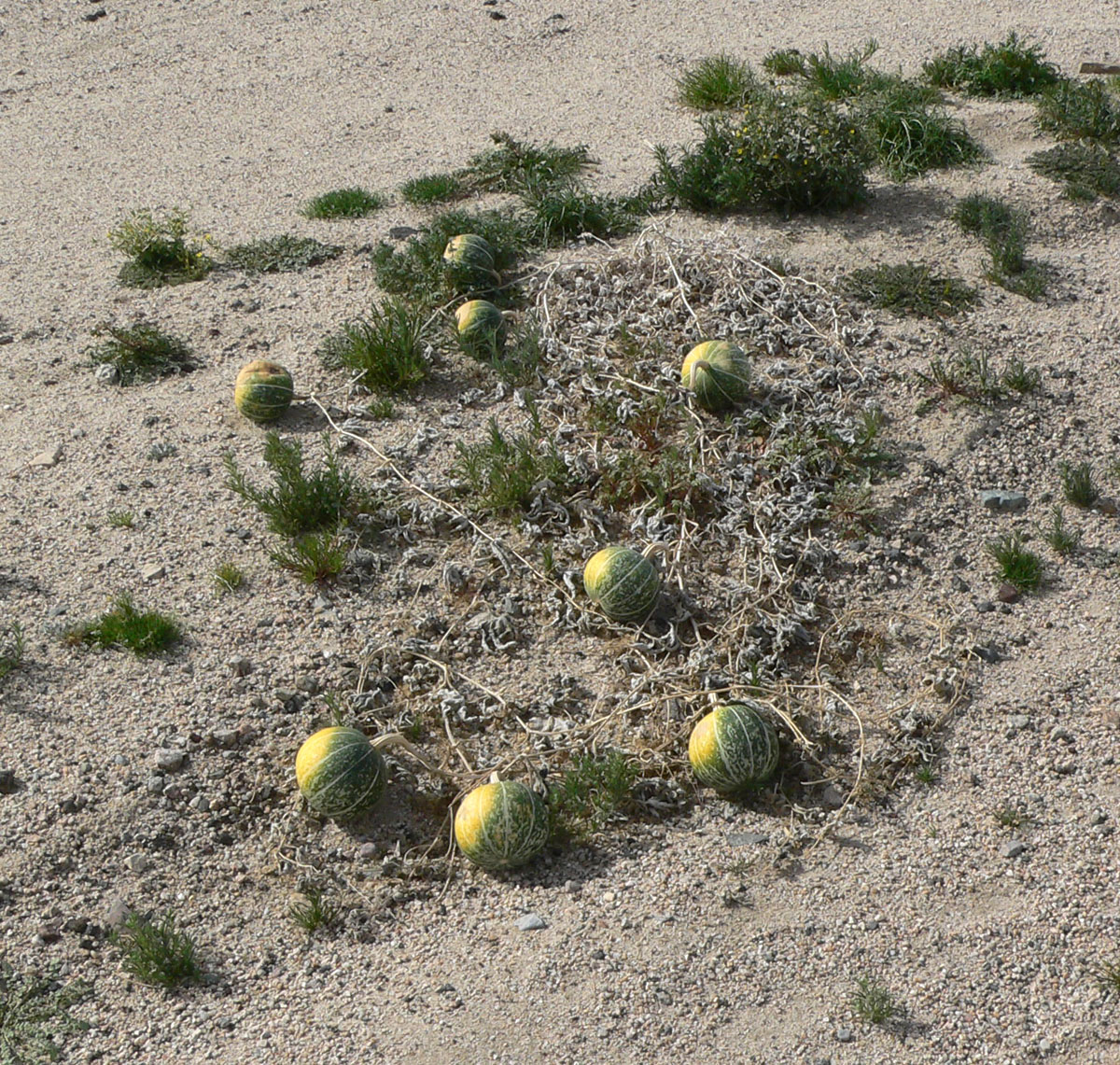
قرع نخيلي

عبارة عن كرمة مترامية الأطراف ذات سيقان وأوراق خشنة خضراء داكنة ذات عروق فاتحة حادة على شكل كف اليد.

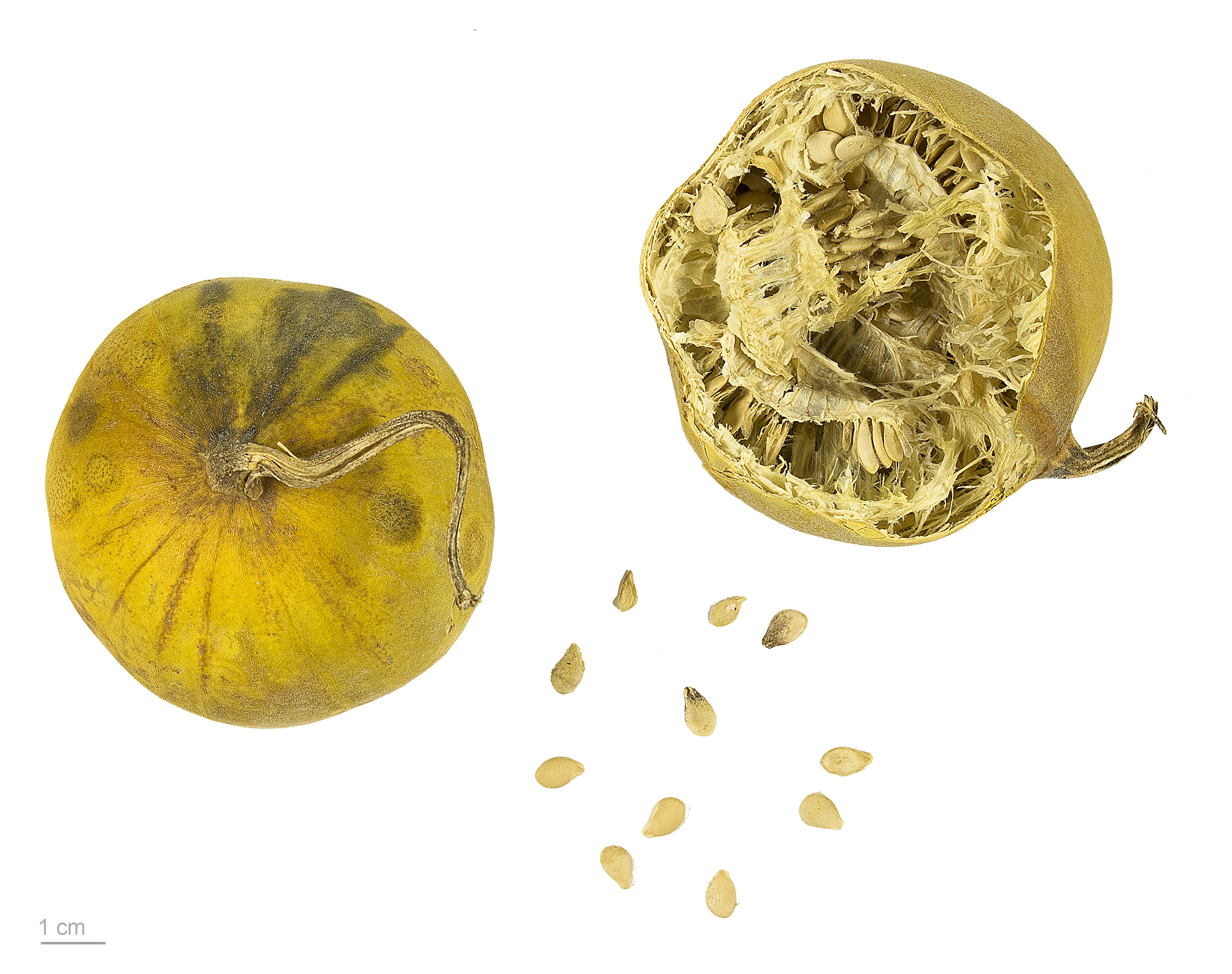
ثمار نبات القرع النخيلي

الأزهار الصفراء الصلبة المتعرجة يبلغ عرضها من 6 إلى 8 سنتيمترات، ثمارها كروية أو مفلطحة ناعمة يبلغ عرضها من 8 إلى 10 سنتيمترات.